# Anders Sánchez Barfod
Anders Sánchez Barfod (n. Dinamarca, 1957) es un botánico danés.
Es investigador taxónomo en el "Instituto Biológico" de la "Universidad Aarhus" de Copenhague. Ha estudiado la flora de palmas de Asia tropical, con énfasis en Tailandia, Nueva Guinea.

## Algunas publicaciones

### Libros
- Laurence E. Skog, Anders S. Barfod. 1987. 103. Coriariaceae: 104. Anacardiaceae. Volumen 30 de Flora of Ecuador. Ed. Nordic J. of Botany. 50 pp. ISBN	8788702251
- Flemming Skov, Anders S. Barfod. 1988. Tropical forests: botanical dynamics, speciation, and diversity: abstracts from the AAU 25th Anniversary Symposium. Volumen 18 de AAU reports. Ed. Botanical Institute, Aarhus University. 46 pp. ISBN 8787600269
- 1991. A monographic study of the subfamily Phytelephantoideae (Arecaceae). N.º 105 de Opera botanica. Ed. Council for Nordic Publications in Botany. 73 pp. ISBN 8788702510
- ------------, Lars Peter Kvist. 1996. Comparative ethnobotanical studies of the amerindian groups in coastal Ecuador. Volumen 46 de Biologiske skrifter. Ed. Kongelige Danske videnskabernes selskab. 166 pp. ISBN 8773042749
- 1996. Report on the field activities in Papua New Guinea. Ed. Dept. of Systematic Botany, University of Aarhus. 37 pp.
- 1997. Multivariate and spatial analysis of vegetation ecological data with R-package: compendium: workshop in Ouagadougou. Ed. Institute of Biological Sciences, Dept. of Systematic Botany, University of Aarhus. 413 pp.

- La abreviatura «Barfod» se emplea para indicar a Anders Sánchez Barfod como autoridad en la descripción y clasificación científica de los vegetales.[2]

A octubre de 2010 posee 33 registros IPNI de identificaciones y nombramientos de nuevas especies, publicando habitualmente en: Opera Bot., Palms, Kew Bull., Brittonia, Austrobaileya, Nordic J. Bot., Palms of Amazon, Novon.